# Hamilcar (fils de Giscon)
Pour les articles homonymes, voir Hamilcar.
Sauf précision contraire, les dates de cet article sont sous-entendues « avant l'ère commune » (AEC), c'est-à-dire « avant Jésus-Christ ».
Hamilcar, mort en 309 av. J.-C., est un commandant en chef de l'armée carthaginoise. Il est le fils de Giscon et le cousin de Bomilcar.
Envoyé en Sicile en 315 av. J.-C. après la mort du général Hamilcar, compère d'Agathocle de Syracuse et traître à Carthage, il se trouve confronté par deux fois au tyran de Syracuse en 311 av. J.-C. et le domine à Agrigente puis à Himère. Il assiège ensuite Syracuse à l'issue de ses victoires en 310 av. J.-C. et 309 av. J.-C. sans toutefois parvenir à s'en emparer ni même à empêcher Agathocle de s'embarquer pour l'Afrique du Nord.
Le siège s'éternisant, les Carthaginois négligent peu à peu leur sécurité. Dès lors, ils sont vaincus par Antander, frère d'Agathocle, dans la vallée de l'Anapos. Hamilcar est pris et décapité en 309 av. J.-C. Sa tête est envoyée comme trophée à Agathocle en Afrique.